# Sidonia Juliana Lewenhaupt
Sidonia Juliana Lewenhaupt, född  8 augusti 1659 i Karl X Gustavs krigsläger utanför Köpenhamn, död 10 november 1737 på Sätuna, var en svensk grevinna och godsägare.

## Biografi
Sidonia Juliana Lewenhaupt var dotter till greve Carl Mauritz Lewenhaupt och Anna Maria Cruus. Hon gifte sig den 8 augusti 1687 med sin moders kusin friherre Gustaf Cruus (1649–1692). Som morgongåva fick hon sätesgården Sätuna. I äktenskapet föddes sonen Jesper Cruus som dog ung, troligen före fadern.
Gustaf Cruus avled den 2 maj 1692, och Sidonia lät ordna en begravning för honom i Riddarholmskyrkan den 6 november 1692. Hon lät beställa en praktsarkofag samt praktfulla begravningsvapen till ceremonin.  
Efter makens död 1692 fram till sin död skötte hon Sätuna säteri och de övriga egendomar som maken hade efterlämnat, bland annat Holmsånger i Västlands socken samt Fånö med flera.  År 1714 skänkte hon en ny altartavla till Björklinge kyrka, som på ramverket är dekorerad med de Cruuska och Lewenhauptska vapnen.
Hon begravdes i sarkofag nummer 25 i Sätuna gravkor i Björklinge kyrka.